# شبه‌جزیره کیتساپ
|  |

شبه جزیره کیتساپ (به انگلیسی: Kitsap Peninsula) ‎/ˈkɪtˌsɑːp/‎ در غرب سیاتل، واشینگتن در پاگت ساوند، ایالت واشینگتن قرار دارد.